# Харча (блюдо)
Харча (араб. حرشة‎) — лепёшка из манной крупы, приготовленная на гридле или сковороде, родом из Среднего Атласа в Марокко. Также её можно найти в Алжире.

## Подготовка
Пирожки готовятся из теста из манной крупы, масла и молока или воды и заквашиваются разрыхлителем. Тесто также может содержать немного сахара. Тесто формуется в кружочки, а затем готовится на гридле или сковороде. Использование манной крупы придает харче рассыпчатую текстуру, сравнимую с кукурузным хлебом. В Рифе, Марокко, вместо молока используют пахту или йогурт, разбавленные водой. Харчу можно приготовить в виде маленьких лепешек или больших, размером с шину грузовика.

## Подача
Харча обычно намазывается мёдом и маслом и подается с мятным чаем во время завтрака или в качестве закуски. Это также один из видов хлеба, потребляемого во время Рамадана. Его также можно подавать как сэндвич, начиненный сыром или мясным конфи. Его можно раскрошить и использовать в качестве нежной подложки для стью.

## Варианты
Терминология для хлеба может различаться в Марокко и Алжире. Специалист по агрономии Майк Сиссонс, например, упоминает термин «мбессес» как вариант харчи. Однако мбессес может вместо этого относиться к сладкому пирогу, который можно найти в Алжире, также называемому Хобз Мбесес, который имеет похожие, но не идентичные ингредиенты.
В сельской местности Алжира его обычно называют харчая, а термин рагда используется в других местах Алжира.
В конце 19 века алжирские пекари создали тип хлеба под названием Эль-Хобз Эль-Харча, который готовился путем посыпания хлеба манной крупой перед тем, как поставить его в духовку. Это явно отличается и не следует путать с Харчой, которая полностью готовится из манной муки и других ингредиентов, таких как молоко.